# Ariantas
Ariantas (cita: Ariyā̆nta; grego antigo: Αριαντας Ariantas; Latim: Ariantas) foi um rei dos citas que, para conhecer a população de seu povo, ordenou a cada cita que lhe trouxesse uma ponta de flecha. Com essas pontas de flecha ele fez um enorme vaso de bronze ou cobre, que foi instalado em um lugar chamado "Exampaeus", entre os rios Borístenes e Hípanis. Isso foi importante porque o número total de citas sempre foi difícil de determinar, por causa de seus comportamentos nômades.
Ariantas é conhecido apenas por uma única citação em Heródoto.